# Надзор за моторным транспортом (Япония)
Shaken (яп. 車検) — название национальной программы Японии по надзору за транспортными средствами с двигателями объёмом более 250 см³

## Причины создания
Инспекционная система должна подтверждать то, что автомобили на японских дорогах имеют надлежащее состояние и безопасны на дорогах. Другая причина — выявление нелегальных модификаций автомобиля.

## Регистрация и отчисления
Перед тестом владелец должен позвонить в Shaken центр и записаться по телефону, после чего прийти в центр и заполнить необходимые документы. Стоимость складывается из следующих компонентов:
1. Оформление документов
2. Тестирование
3. Оплата 24-месячного свидетельства пройденого теста
4. Отчисление в Департамент переработки

## Окончание периода надзора
Когда транспортное средство стареет, его тестирование может стать очень дорогим. Транспорт, который не может пройти инспекцию запрещается к использованию на дорогах общего пользования. Эти автомобили должны быть уничтожены и переработаны или, для извлечения некоторой прибыли, экспортированы. В результате много подержанных японских автомобилей экспортируется в другие страны перед или после осмотра.